# Bruine mangrovezanger
De bruine mangrovezanger (Gerygone mouki) is een zangvogel uit de familie Acanthizidae (Australische zangers).

## Verspreiding en leefgebied
Deze soort is endemisch in Australië en telt drie ondersoorten:
- G. m. mouki: noordoostelijk Queensland.
- G. m. amalia: het oostelijk-centraal Queensland.
- G. m. richmondi: zuidoostelijk Australië.

## Status
De grootte van de populatie is niet gekwantificeerd maar de soort wordt omschreven als vrij algemeen in het noorden en schaars in het zuiden. Op de Rode lijst van de IUCN heeft deze soort de status niet bedreigd.